# Henrik Hegardt (politiker)
Johan Henrik Bernhard Hegardt, född 1 november 1869 i Vänersborg, död 22 januari 1934 i Stockholm, var en svensk ryttmästare, jordbrukare och politiker (nationella partiet).
Hegardt avlade mogenhetsexamen i Örebro 1889. Han blev underlöjtnant vid Livregementets husarer 1891 och studerade 1894–1895 vid Ultuna lantbruksinstitut. Från 1897 arrenderade Hegardt Irvingsholm och vid faderns död 1903 övertog han fädernegodset Latorp, varvid han övergick till reserven, där han 1909 befordrades till ryttmästare. Efter att 1919 ha sålt Latorp köpte han Thorsätra i Västra Ryds socken, Uppland där han var bosatt till sin död. Hegardt var en av de främsta förespråkarna av en mer allmänt organiserad betesdrift. Han utgav arbetet Betesskötsel. Tankar och erfarenheter (1915) i frågan. Han tillhörde Örebro läns hushållningssällskaps förvaltningsutskott 1905–1918 och var sällskapets ordförande 1918–1919, ordförande i Sveriges pomologiska förening från 1921 samt vice ordförande i Svenska betes- och vallföreningen från 1919, i Avelsföreningen för svensk röd och vit boskap från 1928 och i Sveriges allmänna lantbrukssällskap från 1930. Han var ledamot av Örebro läns landsting 1912–1918 och ledamot av styrelsen för Ultuna lantbruksinstitut från 1915.
Henrik Hegardt var ledamot av riksdagens första kammare från 31 maj 1918 till 1919 (endast under lagtima riksdagen 1919), invald i Örebro läns valkrets. Han invaldes 1911 som ledamot av Kungliga Lantbruksakademien.
Henrik Hegart var son till överstelöjtnant Henrik Bernhard Hegardt. Han var far till Stig Hegardt.